# Háj ve Slezsku
Háj ve Slezsku (niem. Freiheitsau) – miejscowość i gmina (obec) w Czechach, w kraju morawsko-śląskim, w powiecie Opawa. W 2022 roku liczyła 3 212 mieszkańców.
Najbliższym miastem jest położony 7 km na północny wschód Hluczyn. Pobliskie, oddalone o 14 km, są też Opawa na zachodzie i Ostrawa na południowschodzie.
Pierwsza pisemna wzmianka o osiedlu pochodzi z 1366. Końcem XIX w. okolica uległa przyspieszonej industrializacji; założono cukrownię oraz stację kolejową na linii Svinov – Opava (Lhota u Opavy).

## Części miejscowości
| Część miejscowości | Powierzchnia (km²) | Ludność (2021) | Ludność (2021)    |
| Część miejscowości | Powierzchnia (km²) | Liczba         | Gęstość (os./km²) |
| ------------------ | ------------------ | -------------- | ----------------- |
| Chabičov           | 5,50               | 1 254          | 228               |
| Jilešovice         | 2,26 km²           | 318            | 140               |
| Lhota              | 2,44 km²           | 595            | 243               |
| Smolkov            | 3,58 km²           | 936            | 261               |

## Galeria

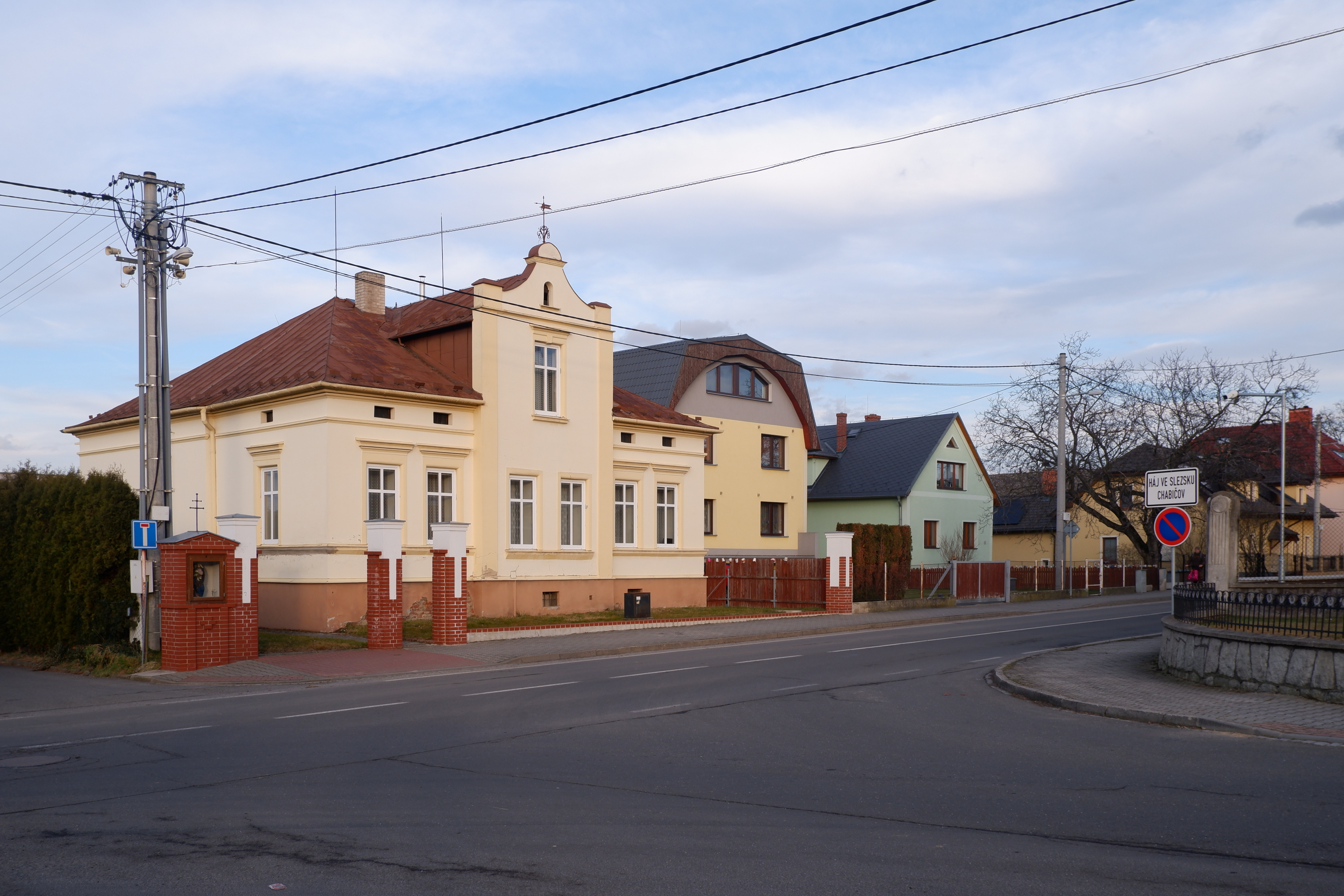
Dzielnica Chabičov
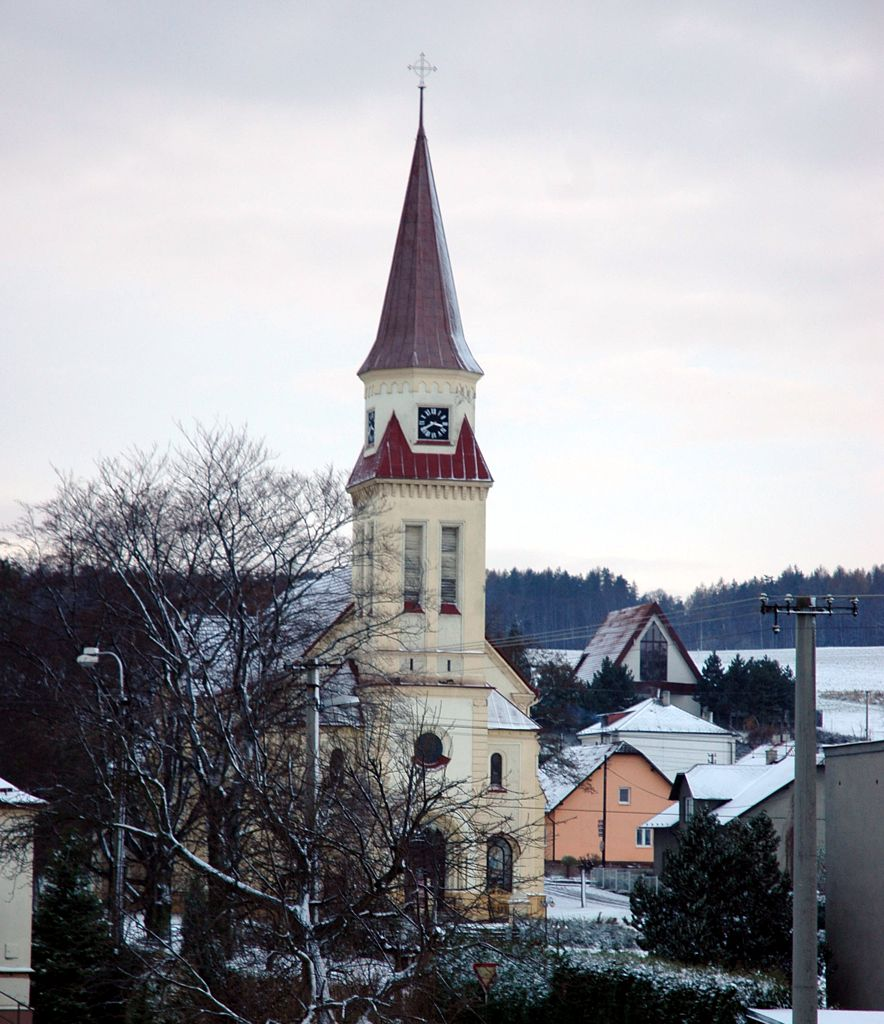
Kościół św. Walentego
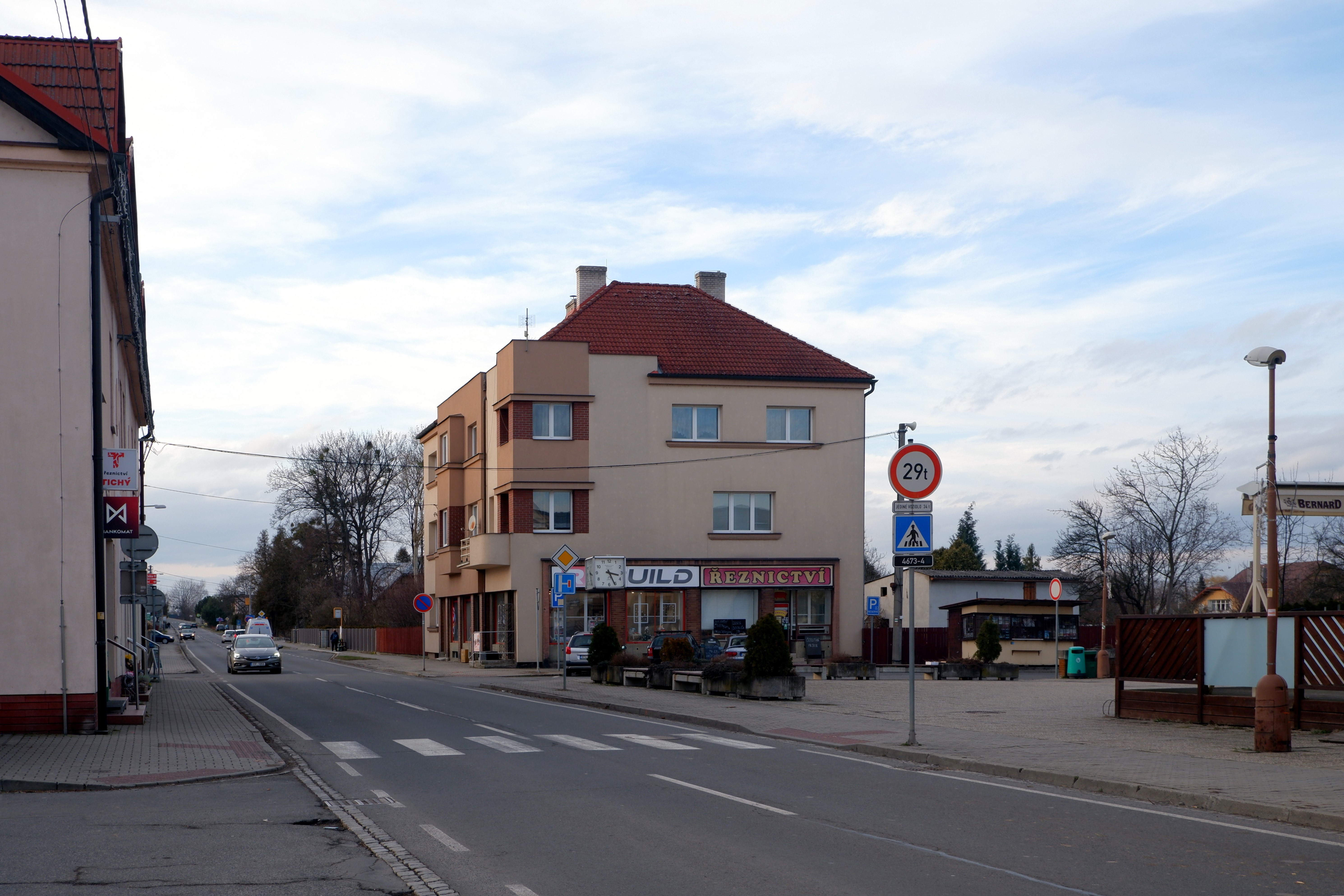
Modernistyczna kamienica w dzielnicy Smolkov